# Titanit
Titanit, hay sphene (từ tiếng Hy Lạp sphenos (σφηνώ), là góc cạnh), là một loại khoáng vật silicat calci titan với công thức hóa học CaTiSiO5. Các tạp chất dạng vết như sắt và nhôm cũng có mặt. Cũng có các nguyên tố đất nhiếm như xeri và ytri; calci có thể được thay thế một phần bằng thori.

## Phân bố
Titanit là khoáng vật phụ phổ biến trong các đá mácma trung tính và felsic và các đá pegmatit liên quan. Nó cũng có mặt trong các đá biến chất như gneiss, schist và skarn. Các nguồn ở mức độ khu vực gồm: Pakistan; Ý; Nga; Trung Quốc; Brazil; Tujetsch, St. Gothard, Thụy Sĩ; Madagascar; Tyrol, Áo; Quận Renfrew, Ontario, Canada; Sanford, Maine, Gouverneur, Diana, Rossie, Fine, Pitcairn, Brewster, New York và California, Hoa Kỳ.